# Utirik
Utirik è un atollo dell'Oceano Pacifico.  Appartenente alle isole Ratak è amministrativamente una municipalità delle Isole Marshall. 
Ha una superficie di 2,43 km², una laguna di 55,73 km² e 433 abitanti (1999).
Furono avvistati dalla spedizione spagnola di Álvaro de Saavedra nel 1528.

## Popolazione
| Popolazione |      |      |      |      |      |      |  |  |  |
| Anno        | 1958 | 1967 | 1973 | 1980 | 1988 | 1999 |  |  |  |
| Abitanti    | 198  | 269  | 217  | 336  | 409  | 433  |  |  |  |
|             |      |      |      |      |      |      |  |  |  |